# Hermann de Hohenzollern-Hechingen
Titre
Prince de Hohenzollern-Hechingen
9 avril 1798 – 2 novembre 1811
(13 ans, 6 mois et 24 jours)
Hermann  (en allemand : Hermann Maria Friedrich Otto von Hohenzollern-Hechingen) de Hohenzollern-Hechingen, né le 30 juillet 1751 à Lockenhaus et mort le 2 novembre 1810 au château de Hechingen, est Prince de Hohenzollern-Hechingen de 1798 à 1810.

## Biographie
Il est le fils de François de Hohenzollern-Hechingen (1720-1765) et de Anna, comtesse von Hoensbroech (1729-1798). 
Lorsque Joseph Frédéric Guillaume de Hohenzollern-Hechingen - son oncle - décède sans postérité, il devient en 1798 Prince de Hohenzollern-Sigmaringen. 
Membre de la franc-maçonnerie, il fait partie à  Bruxelles de la loge l’Heureuse Rencontre, seconde loge de Bruxelles, n°8, tableau de 1777 et tableau de 1786.
Il grandit en Belgique où son père sert comme officier dans l'armée impériale. De sa mère, il hérite des possessions néerlandaises; tandis que de sa seconde épouse, il hérite d'un million de francs.

### Mariages et descendance[3]
Le 18 novembre 1773, il épouse à Maastricht Louise, comtesse de Mérode-Westerloo (Merode 28 septembre 1748, Maastricht 14 novembre 1774) fille de Jean-Guillaume comte de Mérode et marquis de Westerloo et d'Eléonore-Louise, princesse de Rohan-Rochefort. La princesse meurt dix jours après avoir mis au monde une fille :
- Louise (Luise Juliane Konstantine) de Hohenzollern-Hechingen (Hechingen 1er novembre 1774 - Głogów 7 mai 1846), laquelle épouse en 1806 Louis baron von der Burg.

Hermann se remarie à Bruxelles le 15 février 1775 avec Maximilienne princesse de Gavre (30 novembre 1753 - Bruxelles 6 août 1778) fille de François-Joseph-Rasse prince de Gavre et de Marie-Amour-Désirée, baronne de Rouveroy.
Un fils est né de cette seconde union :
- Frédéric de Hohenzollern-Hechingen (Namur 22 juillet 1776 - Château de Lindich près Hechingen 13 septembre 1838) qui succède à son père.

Enfin Hermann se remarie à Dagstuhl le 12 juin 1779 avec Antonie comtesse de Waldbourg-Zeil-Wurzach (Bad Wurzach (6 juin 1753 - Vienne 25 octobre 1814), veuve de Joseph-Antoine comte d'Oettingen-Baldern, fille de François-Ernest comte de Waldburg-Zeil-Wurzach et de Marie-Eléonore comtesse von Königsegg-Rothenfels. Cinq enfants sont nés de cette union :
- Antonie (Maria Antonie Philippine) de Hohenzollern-Hechingen (Bad Dagstuhl 8 février 1781 - La Haye 25 décembre 1831), laquelle épouse en 1803 Frédéric-Louis, comte de Waldbourg-Capustigall.
- Thérèse (Maria Theresia Franziska) de Hohenzollern-Hechingen (Bad Dagstuhl 11 août 1784 - Bad Dagstuhl 6 septembre 1784)
- Thérèse (Franziska Theresia Karoline) de Hohenzollern-Hechingen (Bad Dagstuhl 19 janvier 1786 - 1810), célibataire.
- Maximilienne (Maximiliane Antonie) de Hohenzollern-Hechingen (Wadern 3 novembre 1787 - Baden, près Vienne 30 mars 1865), qui épouse en premières noces en 1811 Eberhard, comte de Waldbourg-Zeil-Wurzach, décédé en 1814, puis en secondes noces en 1817 Clément-Joseph, comte von Lodron-Laterano.
- Joséphine (Josephine) de Hohenzollern-Hechingen (Wadern 14 mai 1791 - Vienne 25 mars 1856) qui épouse en 1811 Ladislas, comte Festetics von Tolna.

## Généalogie
Hermann de Hohenzollern-Hechingen appartient à la quatrième branche (lignée de Hohenzollern-Hechingen) issue de la première branche de la Maison de Hohenzollern. Cette quatrième lignée appartient à la branche souabe de la dynastie de Hohenzollern, cette lignée s'éteint en 1869 à la mort de Constantin de Hohenzollern-Hechingen.